# Obermühle/Am Mitterfeld/Am Oberfeld (Dorfen)
Obermühle/Am Mitterfeld/Am Oberfeld ist ein Stadtteil der oberbayerischen Stadt Dorfen im Landkreis Erding.
Im Nordwesten des Dorfener Stadtgebietes gelegen, ist er mit ca. 225 Einwohnern der kleinste Stadtteil. Er umfasst das Gebiet zwischen dem Johannisplatz, dem Friedhof und dem mit Dorfen zusammengewachsenen siedlungsartigen Weiler-Vorort Niederham. Auch den Westen des Ruprechtsbergs kann man dazurechnen.
Der älteste Teil ist die Obermühle mit den umliegenden Häusern (schon auf einem Ortsplan von 1698 dargestellt) und der östlich vorgelagerten Sägemühle Erber. 1985 entstand nördlich und westlich des Friedhofs die Minisiedlung Am Mitterfeld (damals „B15-West“ genannt). Dazu kam in der zweiten Hälfte der 1990er-Jahre die aus 22 Wohnhäusern (vorwiegend Doppelhäuser) bestehende Siedlung Am Oberfeld zwischen Obermühle und Niederham.
Im Südosten des Stadtteils befindet sich in einem parkartigen Waldgrundstück ein seeartiger Altarm der Isen. Im Süden/Südwesten an Niederham und an die Isen grenzend wurde nach 2000 ein Naturreservat (Isenauenpark West) angelegt, in dem es mehrere Tümpel und kleine Teiche gibt.
Am Ostrand von Niederham im gemeinsamen Isen-Mündungsteil von Seebach (ein etwa 10 km langer Nebenfluss) und Mühlbach (mündet am Johannisplatz nochmal in die Isen) befand sich Ende des 19. Jahrhunderts und im ersten Drittel des 20. Jahrhunderts Dorfens erstes Freibad.